# Samuel Merrill
Samuel Merrill (* 7. August 1822 in Turner, Androscoggin County, Maine; † 31. August 1899 in Los Angeles, Kalifornien) war ein US-amerikanischer Politiker (Republikanische Partei) und von 1868 bis 1872 der 7. Gouverneur des Bundesstaates Iowa. 

## Frühe Jahre
Samuel Merrill besuchte die örtlichen Schulen seiner Heimat in Maine. Danach wollte er selbst Lehrer werden. Daher zog er in den Süden, wo er mit seinen Ansichten zur Abschaffung der Sklaverei auf starke Ablehnung stieß. Daraufhin wurde er im Jahr 1847 mit seinem Bruder in Tamworth in New Hampshire als Händler tätig. Gemeinsam betrieben sie eine Firma. Im Jahr 1856 zog Merrill nach McGregor, wo er eine Filiale des Unternehmens eröffnete.

## Politischer Aufstieg
Bereits im Jahr 1854 war Merrill Mitglied im Repräsentantenhaus von New Hampshire. Auch in seiner neuen Heimat wurde Merrill politisch tätig. Im Jahr 1859 wurde er in das Repräsentantenhaus von Iowa gewählt. Während des Amerikanischen Bürgerkriegs stieg er in der Armee der Union bis zum Colonel auf. Nach mehreren Verwundungen musste er im Sommer 1864 den Militärdienst aufgeben. Danach wurde Merrill Präsident der First National Bank of McGregor. Im Jahr 1867 wurde er zum neuen Gouverneur seines Staates gewählt.

## Gouverneur von Iowa
Samuel Merrill trat sein neues Amt am 16. Januar 1868 an. Nach einer Wiederwahl im Jahr 1869 konnte er bis zum 11. Januar 1872 im Amt bleiben. In dieser Zeit wurde der Eisenbahnbau in Iowa vorangetrieben und die Gesetze zur Regelung des Versicherungswesens überarbeitet sowie die Pläne für einen Neubau des Parlamentsgebäudes entworfen.

## Weiterer Lebenslauf
Nach dem Ende seiner Amtszeit zog sich Merrill aus der Politik zurück. Er widmete sich wieder seinen privaten Angelegenheiten und wurde Präsident der Citizens National Bank of Des Moines. Im August 1899 erlitt er in Los Angeles einen Schlaganfall, an dessen Folgen er wenige Tage später verstarb. Er wurde in Des Moines beigesetzt. Samuel Merritt war dreimal verheiratet und hatte insgesamt vier Kinder.